# Terry Schappert
Terence Schappert je americký seržant bojových umění speciálních sil armádní zálohy, který v roce 2008 dělal průvodce televizní show Warriors. Službu opustil před teroristickými útoky dne 11. září 2001 a znovu po nich nastoupil do pozice záložníka, během čehož několikrát působil v Iráku. Natočil seriál Shark Week (Žraločí týden) pro kanál Discovery, ve kterém předvádí, jak se zachovat při útoku žraloka. Absolvoval University of North Carolina Wilmington, kde byl v oboru antropologie členem bratrstva Sigma Alpha Epsilon. Jeho ženou je novinářka Stefane Schappert. V roce 2012 přijel do České republiky natáčet dokumentární sérii Elitní komanda zblízka.
| „                 | Můžete mít nejlepší zbraně a být nejsilnější, ale nebude vám to nic platné, když nebudete přemýšlet | “ |
| — Terry Schappert | |   |